# Ártatlan világ
Az Ártatlan világ című válogatáslemez 1999-ben jelent meg, az Aranyág támogatásával.

## Számlista
| #   | Cím                                                     | Hossz |
| --- | ------------------------------------------------------- | ----- |
| 1.  | Ártatlan világ (km.: Ártatlan világ Allstars)           | 4:10  |
| 2.  | Egy mosoly (km.: Unisex)                                | 3:58  |
| 3.  | New York, New York (km.: Tátrai Band)                   | 5:01  |
| 4.  | Van még egy hely (km.: Bon-Bon)                         |       |
| 5.  | Féltelek (km.: Auth Csilla & Szolnoki Péter)            | 4:12  |
| 6.  | Gondolsz-e rám? (km.: Somló Tamás)                      | 4:47  |
| 7.  | Holnap (km.: Keresztes Ildikó)                          | 5:16  |
| 8.  | Lehetsz bárhol (km.: Roy & Ádám)                        | 3:47  |
| 9.  | Bolondos világ (km.: Orsi)                              | 4:46  |
| 10. | Gyémánt (km.: Kimnowak)                                 | 4:37  |
| 11. | Az élt szép (km.: Vikidál Gyula)                        | 7:18  |
| 12. | Vallomás (koncertfelvétel) (km.: Charlie & Somló Tamás) |       |
| 13. | Érints meg (km.: Balázs Fecó)                           | 3:39  |